# Australisk piplärka
Australisk piplärka (Anthus australis) är en fågel i familjen ärlor inom ordningen tättingar.

## Utseende och läte
Australisk piplärka är en stor och välbyggd ljust brunaktig piplärka med slank näbb och streckad undersida. Benen är långa och skära med lång bakklo.
Jämfört med nyazeelandpiplärka är den tydligt större, med otydligare streckning ovan, mer rundade vingar och avvikande stjärtmönster med mycket mer vitt på yttre stjärtpennorna. Drillärkan, som hittas i liknande miljöer, är knubbigare och mer rostfärgad med kraftigare näbb, sånglärkan har kortare näbb och en liten huvudtofs och rostgumpad gräsfågel saknar vitt i stjärten.
Sången som utförs i flykten består av en kort fallande drill eller ett darrande "tiz-wee-ir". Lätet är ett sorgsamt men vasst "chirp" eller "chirrup", även återgivet som ett raskt "pith" eller ett raspigt utdraget "zwee" eller "tsweeer".

## Utbredning och systematik
Australisk piplärka förekommer i Australien och på Nya Guinea. Den delas upp i fem underarter med följande utbredning:
- Anthus australis exiguus – östcentrala Nya Guinea
- Anthus australis rogersi – norra Australien
- Anthus australis bilbali – sydvästra och sydcentrala Australien
- Anthus australis exiguus – centrala, östra och sydöstra Australien
- Anthus australis bistriatus – Tasmanien och öarna i Bass Strait

Arten har en komplex taxonomisk historia och har, tillsammans med nyazeelandpiplärka, behandlats som en del av större piplärka, orientpiplärka och afrikansk piplärka. Den urskiljs allt oftare som egen art, även skild från nyazeelandpiplärkan, baserat på större storlek samt avvikande utseende och läten. Även fåglar på Nya Guinea (exiguus) har föreslagits utgöra en egen art.

### Släktskap
Släktskapen mellan piplärkorna är ännu inte fullt utredda och alla arter har inte till dags dato inkluderats i en och samma fylogenetiska studie. Australisk piplärka förmodas vara systerart till nyazeelandpiplärka, men har aldrig studerats tillsammans. En studie fann australisk piplärka utgöra systerart till en stor grupp av stora piplärkor, med bland andra afrikansk piplärka, orientpiplärka, större piplärka, malindipiplärka och brunryggig piplärka.

### Släktestillhörighet
DNA-studier visar att arterna i släktet Anthus inte står varandra närmast, där bland andra typarten för släktet ängspiplärkan står närmare piplärkorna i Macronyx än australisk piplärka och dess närmaste släktingar. Det medför att australisk piplärka antingen kommer föras till ett annat släkte i framtiden, eller att Macronyx inkluderas i Anthus. Inga större taxonomiska auktoriteter har dock ännu implementerat dessa nya forskningsresultat. 

## Levnadssätt
Australisk piplärka är en vanlig fågel i öppna gräsmarker och jordbruksområden. Den ses vanligen promenera på marken eller sitta på stolpar. När den går vippar stjärten upp och ner, lite som en ärla. Ibland uppträder den i flockar.

## Status
IUCN erkänner den inte som art, varför den inte placeras i någon hotkategori. Tillsammans med nyazeelandpiplärkan betraktas den dock som livskraftig. I västra och sydöstra Australien är den mycket vanlig, framför allt på höglänta slätter i Great Dividing Range. Den är även mycket vanlig på Tasmanien men rätt sparsam i centrala och norra Australien. Arten har gynnats av jordbrukets expandering, kan lokalt betraktats som ett plågoris och har rapporterats åsamka skador på vegetabilier.